# Micrococca malaccensis
Micrococca malaccensis är en törelväxtart som beskrevs av Airy Shaw. Micrococca malaccensis ingår i släktet Micrococca och familjen törelväxter. Inga underarter finns listade i Catalogue of Life.